# Sinopesa
Sinopesa es un género de arañas migalomorfas de la familia Nemesiidae. Se encuentra en China, Japón y Tailandia.

## Lista de especies
Según The World Spider Catalog 14.0:
- Sinopesa chengbuensis (Xu & Yin, 2002)
- Sinopesa chinensis (Kulczyn'ski, 1901)
- Sinopesa kumensis Shimojana & Haupt, 2000
- Sinopesa maculata Raven & Schwendinger, 1995
- Sinopesa sinensis (Zhu & Mao, 1983)